# Хелиеја
Хелиеја (старогрчки: Ἡλιαία; дорски: Halia) био је врховни суд древне Атине. Мишљење које влада међу научницима је да је назив суда проистекао од грчког глагола ἡλιάζεσθαι, што значи συναθροίζεσθαι, наиме ,, окупити се ". Друга верзија је да је суд добио име из чињенице да су се суђења одвијала на отвореном, под сунцем. Судије су се звали хелијастима (ἡλιασταί) или дикастима (δικασταί, ὀμωμοκότες - они који су положили заклетву, поротници). Процес суђења називан је ἡλιάζεσθαι (δικάζειν).

## Институције и састав Хелиеје
Не постоје потпуно прецизни подаци када је Хелиеја установљена, да ли за време Клистена или за време Солона, али изгледа да је он покренуо функцију скупштине да заседа као жалбени суд. Суд је имао 6000 чланова, изабраних сваке године жребом, између свих мушких грађана старијих од тридесет година осим оних који су били дужни благајнику или су били лишени права, односно лишени својих грађанских права понижавајућом казном атимије (ἀτιμία). Такође су изузети они они који пате од интелектуалних или телесних мана, ако их тај недостатак спречава да у потпуности сагледају поступак. Ако је нека неквалификована особа учествовала у пороти, тада би информације против ње биле стављене пред Хелиејом. Ако је та особа крива суд би могао да јој одреди казну или новчану казну коју заслужује.

## Именовање поротника
Дикасти су били плаћени за извршавање своје функције, самим тим поротници су сваког дана били награђивани једним оболом, а касније по налогу Клеона вероватно 425.године пре нове ере, добијали би по три обола односно пола драхме. Према Аристотелу:
 Перикле је први учинио поротну службу плаћеном, као противмеру Кимоновом богатству.
6000 чланова је бирано из 10 племена ( свако племе нудило је по 600 чланова ), а затим су подељени у већа од 600 поротника, од којих су 500 или 501 били редовни чланови, док су остали били заменици поротника. Понекад су већа имала од 201 до 401 члана или од 1001 до 1501 члана. Након избора жребом, хелијасти су морали једном годишње да полажу хелијастичку заклетву.

## Надлежност
У почетку је надлежност Хелиеје била ограничена на суђење архонтима и вероватно на неке друге сличне оптужбе против носилаца јавних функција. Ефијалт и Перикле покренули су обавезујућу резолуцију преко еклесије, лишавајући Ареопаг средиште конзерватизма већине случајева у којима је судио. Хелиеја је почела да суди у свим грађанским и кривичним предметима. Ареопаг је задржао надлежност само за кривична дела убиства и подметања пожара, док су архонти могли да изрекну мање казне. Надлежност Хелиеје је такође обухватала парнице које су укључивале Атињане и грађане других градова и та би се парница водила као део међународног права. Наиме Хелиеја је функционисала као суд за парнице јавног, кривичног и међународног приватног права.

## Поступак
Хелиеја је заседала сваког дана, осим три последња дана у месецу и дана током којих је еклесија заседала. Седнице су се одржавале на отвореном, није било одређене зграде у којој би биле смештене. Место саслушања било је затворено унутар живе ограде, изван које је публика могла да стоји. Детаљи правне процедуре били су следећи: На челу Хелиеје био је хегемон чији је задатак био припремити расправе те коцком одредити које ће их расправно веће (порота) водити. Потом је и долазио пред пороту и износио резултате прелиминарне истраге, односно о чему порота треба одлучивати. Затим је почињала расправа у којој су говорили тужилац, тужени и сведоци. Аргументе су изложиле саме парничне странке, без правне подршке адвоката. Дужина говора сваког од чланова расправе била је тачно одређена зависно од предмета спора, а мерила се истицањем воде ( у јавној тужби три сата, док у приватној знатно мање). Након тога су чланови пороте одлуку доносили тајним гласањем. Након пребројаних гласова, гласник је објављивао коначни резултат. У слачају нерешених гласова, оптужени је ослобођен, јер се сматрало да је добио ,, глас Атине ".

## Казне
Хелијасти су могли изрећи новчане казне ( за граћанске и кривичне случајеве )или ,,телесне казне" ( само за кривичне случајеве ). Казне Хелиеје биле су веће од казни архоната. Телесне казне обухватале су смрт, затвор ( за неатинске грађане ), атимију ( понекад заједно са конфискација ) и изгнанство.

## Позната суђења пред Хелиејом

### Сократово суђење
Сократа су Мелет, Анит и Ликон оптужили за асебију ( безбожност ). Суђење се одржало 399. године пре нове ере и порота га је прогласила кривим за 280 гласова за и 220 гласова против. О његовој смртној казни одлучено је у другом кругу гласања, што је за филозофа било још горе. Ипак, Сократ није изгубио усправно држање и, иако је током суђења могао пороти предложити своје самоизгнанство, није то учинио зато што би живот далеко од његовог вољеног града био бесмислен за њега. Данас се приликом оцењивања домета атинске демократије процес Сократу често узима као један од аргумената којим се доказују њена ограничења.

#### Периклеово суђење
Према Плутарху, Перикле се два пута суочио са озбиљним оптужбама. Први је био непосредно пре избијања Пелопонеског рата, а други током прве године рата, када је кажњен новчаном казном чија је сума износила или 15 или 50 талента. Пре рата, на предлог Драконтида усвојен је закон по коме би Перикле требало да положи своје рачуне јавног новца код притана, а поротници би требало да одлуче о његовом случају гласачким листићима. Ова клаузула закона је, међутим, допуњена предлогом да се предмет суди пред 1500 поротника на уобичајени начин, без обзира да ли је у питању проневера и примање мита или малверзација.